# Conferência das Nações Unidas sobre as Mudanças Climáticas de 2010
A Conferência das Nações Unidas sobre as Mudanças Climáticas de 2010 ou Cimeira de Cancun, organizada pelas Nações Unidas, realizou-se entre 29 de novembro e 10 de dezembro de 2010, em Cancun, México. Oficialmente é chamada 16ª. Sessão da Conferência das Partes (COP 16)  para a Convenção-Quadro das Nações Unidas sobre a Mudança do Clima (UNFCCC) e 6ª. Sessão da Conferência das Partes, servindo como Reunião das Partes (CMP 6) do Protocolo de Quioto (1997).
A Conferência de Cancún ocorreu após o fracasso verificado em 2009, na COP 15, onde a presença de mais de 150 chefes de Estado e Governo não foi suficiente para que se chegasse a um entendimento sobre a redução das emissões de gases de efeito estufa. A conferência de 2009 resultou apenas em um acordo mínimo, concluído e assinado às pressas por vinte chefes de Estado que se comprometeram a limitar, de maneira voluntária, o aquecimento global a dois graus Celsius, sem contudo especificarem os meios para atingir essa meta.
Para o encontro de Cancún esperava-se obter maior envolvimento dos países emergentes, já que, na primeira fase pelo protocolo de Quioto, que se encerra em 2012, aqueles países não se comprometeram a reduzir as suas emissões. De fato, desde que o protocolo foi firmado, apenas a União Europeia instituiu uma legislação vinculativa para a redução de emissões, contemplando inclusivamente obrigações a longo prazo, posteriores a 2020.

## Resultados obtidos
Os 194 países que participam da COP-16 fecharam um acordo modesto que, entre outras medidas, prevê:
- a criação de um "Fundo Verde", a partir de 2020, para ajudar os países emergentes a implementarem medidas de combate das mudanças climáticas[4]
- um mecanismo de proteção das florestas tropicais
- "fortes reduções" das emissões de CO2
- garantias de que não haverá um espaço entre o primeiro e o segundo períodos do Protocolo de Kioto.[5] Entretanto, fica adiada por mais um ano a criação de um mecanismo legal para forçar países como Estados Unidos e China  a reduzirem suas emissões de gases causadores do efeito estufa.

A formulação de um tratado climático global tem esbarrado em impasses provocados por Estados Unidos, China, Japão e Índia, entre outros países. O Japão destacou que não vai se comprometer com uma segunda fase do Protocolo de Kyoto (a partir de 2012) a menos que outros grandes emissores de gases causadores do efeito estufa concordem, por meio de um acordo legalmente vinculante, em reduzir suas respectivas emissões.
Os Estados Unidos assinaram, mas nunca ratificaram o Protocolo de Kyoto, e avisam que não vão concordar com cortes obrigatórios, exceto se China e outras economias em rápido crescimento também limitarem suas emissões. Diplomatas, no entanto, disseram esperar que as discussões em Cancún possam abrir caminho para um tratado legalmente vinculante no ano que vem, quando será realizada a próxima cúpula sobre o clima, em Durban, na África do Sul.
No dia seguinte ao encerramento da COP 16, a Bolívia anunciou que rejeita o acordo de Cancún por considerar que ele "abre as portas" para a substituição do Protocolo de Quioto (1997). O chefe da delegação boliviana, Pablo Solón,  assinalou também que a presidente da conferência, Patricia Espinosa, violou o regulamento da Convenção-Quadro das Nações Unidas sobre Mudança do Clima, que estabelece que os acordos se adotam com o consentimento dos 194 países-membros: "Hoje se rompeu uma regra estabelecida no marco das Nações Unidas, e isso gera um precedente funesto. Os que estão aí sabem o que fizeram, tudo para impor uma posição".